# Gonomyia currani
Gonomyia currani là một loài ruồi trong họ Limoniidae. Chúng phân bố ở miền Tân bắc.